# Jan Kudlička
Jan Kudlička (* 29. dubna 1988 Opava, Československo) je bývalý český atlet, reprezentant ve skoku o tyči. Mezi jeho největší sportovní úspěchy patří 2. a 3. místo na ME z let 2016 a 2014, nebo bronzová medaile z Halového mistrovství světa 2014. Na Letních olympijských hrách 2016 v Riu skončil na 4. příčce. Je třináctinásobným mistrem ČR na dráze a devítinásobným v hale. Jeho osobní maximum 583 cm je národním rekordem. Drží také juniorský rekord na dráze i v hale.

## Sportovní kariéra
Začínal s vícebojem. Jeho talent pro skok o tyči nakonec rozhodl o specializaci v této disciplíně. Na světovou scénu se uvedl šestým místem na juniorském mistrovství světa v marockém Marakéši v roce 2005. Hladce zvládl kvalifikaci a ve finále pak obsadil na výborné umístění díky tehdy druhému výkonu v kariéře 505 cm. Zdolal je na třetí pokus, horší zápis jej při výkonnostní shodě s Američanem Scottem odsunul právě na 6. pozici.
V roce následujícím (2006) se nominoval na MS juniorů do Pekingu. Znovu se probojoval do finále a svou pozici vylepšil ještě o jednu oproti předešlému roku. Díky dvěma osobním rekordům - v kvalifikaci 520, ve finále 530 na druhý pokus - dosáhl na nejlepší umístění z české výpravy.
V sezoně 2007 posunul národní juniorské rekordy v hale na 543 cm, venku 561. Výkon pod otevřeným nebem by mu stačil na start na vysněném MS dospělých, přišel však v době, kdy v Ósace závodil Michal Balner. Druhé zklamání pro závodníka přišlo na ME juniorů v Hengelu, kde nezvládl svůj kvalifikační základ 490 cm.
9. července 2008 skočil na atletickém mítinku Praga Academica na stadiónu Evžena Rošického v Praze na třetí pokus 570 cm, čímž splnil A limit pro účast na olympijských hrách v Pekingu . Na olympiádě v Pekingu prošel sítem kvalifikace a ve finále se umístil na desátém místě (545 cm).
V roce 2009 skončil na mistrovství Evropy do 22 let v Kaunasu na osmém místě. Na mistrovství světa v Berlíně v témž roce neprošel kvalifikací a obsadil celkové čtyřiadvacáté místo.
Dne 13. 6. 2011 v Plzni na náměstí Republiky skočil na první pokus 581 cm, což byl jeho nejlepší výkon.
V roce 2013 se výkonem 577 cm kvalifikoval na Mistrovství světa v atletice v Moskvě. Na něm s přehledem postoupil do finále, kde skončil sedmý.
V březnu 2014 na Halovém mistrovství světa v polských Sopotech vybojoval bronzovou medaili výkonem 580 centimetrů.
V srpnu téhož roku na Mistrovství Evropy ve švýcarském Curychu skončil Jan Kudlička na děleném třetím místě společně s Francouzem Kévinem Menaldem a vybojoval tak výkonem 570 cm bronzovou medaili.
V červnu 2016 výkonem 583 cm na mítinku Pražská tyčka stanovil nový český rekord.
Ve finále olympiády 2016 v Rio de Janeiro překonal výšku 575 cm, po neúspěšném pokusu na 585 cm si nechal laťku zvýšit na 593 cm, což by mu zajistilo medaili, ale nepodařilo se mu ji zdolat a skončil na čtvrtém místě, o které se rozdělil s Piotrem Liskem z Polska.
Jeho partnerkou je Jiřina Ptáčníková. V lednu 2019 se jim narodila dcera Tereza.